# Moruba
Moruba (auch: Maruba) ist ein afrikanisches Brettspiel.
Es handelt sich um eine vierreihige Mancala-Variante, die von den Pedi (früher: Bapedi) in den  südafrikanischen Provinzen Limpopo und Mpumalanga, im ehemaligen Transvaal, gespielt wird. Durch Migration hat sich das Spiel auch in den Provinzen Gauteng und Western Cape verbreitet. Es ist nah verwandt mit Spielen, die in Mosambik beschrieben wurden, wie z. B. Tchouba und Njombwa. Das Spiel wurde erstmals 1917 von dem britischen Ethnologen P. A. Wagner untersucht. Es ist traditionell ein Spiel von Männern.
Seit 2003 wird Moruba als indigene Sportart vom CSIR's National Product Development Centre und der South African Sports Commission (SASC) gefördert. Seitdem wurden Turniere auf dem Indigenous Games Festival in Polokwane und der Indigenous Games Competition in Tzaneen durchgeführt.
Das Spiel wird außerdem von dem Mpumalanga Department of Sports, Recreation, Arts and Culture und dem Department of Sport, Recreation, Arts and Culture of the Province Gauteng unterstützt, da es einen wichtigen Ausdruck indigener Identität und, wie es heißt, einer „gesunden Lebensweise“ darstellt. Die besten Spieler, darunter D. Shikwambam und Petrus Shibambu, sind in der South African Wargamers Union (SAWU) organisiert. Neben Moruba gewinnen auch andere Spiele an Beliebtheit, z. B. Morabaraba, Diketo, Injuba, Izingeda und Ingcathu. Diese Renaissance afrikanischer Spiele resultiert aus dem vielbeachteten Aufruf von Thabo Mseki, dem Präsidenten von Boxing South Africa (BSA), „wiederzuentdecken, was den indigenen Menschen (Afrikas durch den Kolonialismus) verlorengegangen“ sei.
Heute sind die Orte Sasekani und Bolobedu Zentren des Spiels. Die Tageszeitung Mopani News berichtet regelmäßig über Moruba-Turniere. Das Spiel, das bereits an der Highschool von Bolobedu im Unterricht eingesetzt wird, soll demnächst an allen Schulen der Provinz Limpopo eingeführt werden. Auch will Dickson Mpofu, der Koordinator für indigene Spiele der Provinz Mpumalanga, Moruba zu einer olympischen Disziplin machen.

## Spielregeln
Die Größe des Spielbretts richtet sich nach der Anzahl der Spieler. Am häufigsten wird ein Brett benutzt, das aus vier mal acht Spielmulden (Mekoti) besteht, doch existieren historische Fotografien von Brettern, die sogar vier mal 16 Mulden besaßen. Die Mulden werden in den Erdboden gegraben. Die Spielstücke sind meist kleine Steine, Mathlapa genannt.
|   | 2 | 2 | 2 | 2 | 2 | 2 | 2 | 2 |
| 2 | 2 | 2 | 2 | 2 | 2 | 2 | 2 |   |
| 2 | 2 | 2 | 2 | 2 | 2 | 2 | 2 |   |
| 2 | 2 | 2 | 2 | 2 | 2 | 2 | 2 |   |

Startstellung
Jeder Spieler spielt nur auf seiner Bretthälfte, die aus zwei mal acht Mulden besteht. In jedem Zug wird der Inhalt einer Mulde, die mindestens zwei Steine enthielt, einzeln gegen den Uhrzeigersinn auf der eigenen Brettseite verteilt. Fällt der letzte Stein in eine gefüllte Mulde, wird ihr Inhalt zusammen mit dem zuletzt verteilten Stein genommen und in gleicher Richtung weiter verteilt. Der Zug endet erst, wenn der letzte Stein in eine leere Mulde gelegt wird.
Falls der letzte Stein in eine leere Mulde der inneren Reihe fällt und die gegenüberliegende innere Mulde des Gegners Steine enthält, werden diese gegnerischen Steine „getötet“ (tlaba). Außerdem werden die Steine der direkt dahinter liegenden, äußeren Mulde des Gegners „gefangen“ (tlola) und der Inhalt einer beliebigen, weiteren gegnerischen Mulde. Die getöteten bzw. gefangenen gegnerischen Steine werden vom Brett genommen.
Wenn ein Spieler nur noch Einzelsteine in seinen Mulden hat, darf er auch einzelne Steine bewegen, jedoch nur in leere Mulden.
Es gewinnt, wer bis zum Ende noch Steine übrig behält. Es verliert, wer keine Steine mehr in seinen Mulden hat. Ein Unentschieden ist nicht möglich.